# Waterworld (jogo eletrônico)
Waterworld é o título de três jogos eletrônicos distintos que foram lançados para os consoles Super Nintendo, Virtual Boy e PC. Todos os jogos foram baseados no filme de mesmo nome.
Waterworld para Virtual Boy foi lançado em dezembro de 1995 na América do Norte pela Ocean Software; Waterworld para o Super Nintendo foi lançado no mesmo ano e pela Ocean Software; e Waterworld para os PCs Windows e MS DOS foi lançado em 10 de outubro de 1997 na América do Norte pela Interplay, tendo sido desenvolvido pela Intelligent Games.